# Фиалка приострённая
Фиа́лка приострённая (лат. Viola acuminata) — вид двудольных растений рода Фиалка (Viola) семейства Фиалковые (Violaceae). Впервые описан немецким ботаником Карлом Ледебуром.

## Ботаническое описание
Многолетнее травянистое растение высотой до 50 см, без розеточных листьев, с прямостоячими или приподнимающимися, часто мощными, равномерно облиственными побегами, в начале вегетации густо, летом слабоопушенное или голое.
Корневище горизонтальное или косо вверх растущее, с большим числом тонких нитевидных придаточных корешков.
Листья очередные, нижние с длинными черешками, верхние — почти сидячие. Пластинки нижних листьев почковидные, голые, средние и верхние — широкояйцевидные, с глубокосердцевидным основанием, на верхушке внезапно длинно заостренные, у летних растений, сверху голые или рассеянно опушённые, снизу довольно густо опушённые. Прилистники листовидные, продолговатые или яйцевидные, перистораздельные на узкие длинные острые доли, реже — крупнозубчатые, более или менее опушённые.
Цветки 0.9—1.6 см дл., на цветоножках 3—10 см дл. в пазухах нижних и средних листьев. Прицветники узколанцетные, острые, опушённые.
Чашелистники острые, узколанцетные или саблевидные, светло-зелёные, по краю белопленчатые, опушённые, реже — голые. Лепестки от почти белых до тёмно-голубых и синих; нижний — 0.9—1.5 см дл., обратнояйцевидный, с выемкой на верхушке и с тупым, разделенным вдоль желобком на две симметричные части шпорцем; верхний и боковые — продолговато-обратнояйцевидные, длиннее нижнего, боковые — длиннобородчатые.
Завязь овальная; столбик в основании слегка коленчато изогнут, кверху расширяется в головку, которая переходит в направленный вперед носик. На головке сверху и с боков находятся короткие сосочки. Коробочки эллиптической формы. Клейстогамные цветки всходят из пазух верхних листьев на длинных цветоножках (3 см дл.) или почти сидячие.
Число хромосом 2n=20 или 20+1—2В.

## Распространение и среда обитания
Произрастает в лесах на открытых участках, на осыпях, на лугах.
Растение встречается в Западной (Республика Алтай) и Восточной Сибири, на Дальнем Востоке (Сахалин, Курильские острова), в Китае, Японии.